# Élisabeth de Ranfaing
Marie Élisabeth de Ranfaing (née le 30 octobre 1592 à Saint-Nabord et morte le 1er janvier 1649 à Nancy), également connue sous le nom de Marie Élisabeth de la Croix de Jésus, est une femme catholique française, fondatrice de l'ordre du Refuge de Nancy et qui a prétendu avoir été possédée de façon démoniaque. 

## Biographie
Élisabeth de Ranfaing naît le 30 octobre 1592 à Saint-Nabord en Lorraine, fille de Jean-Lienard Ranfaing et de Claude de Magnières, membre de la petite noblesse. Forcée par ses parents d'épouser un noble beaucoup plus âgé, François Dubois, elle se réfugie au monastère[réf. nécessaire]. En 1608, elle est mariée à Dubois, avec qui elle eut six enfants. Elle devient veuve en 1616. 
Lors d'un repas, en 1618, elle se sent malade, obsédée par le diable. Cette possession dura jusqu'en 1625. Après un long exorcisme: Claude Pithoys, professeur sceptique au début,  est appelé à effectuer un exorcisme, et déclare qu'il soupçonne Ranfaing d'avoir été droguée par le médecin local, Charles Poirot[réf. nécessaire]. Les drogues auraient pu créer des convulsions simulant une possession démoniaque. Pithoys est démis de ses fonctions et un autre médecin moins sceptique, Remy Pichard, est amené pour effectuer l'exorcisme[réf. nécessaire]. Poirot est brûlé en 1622 pour ses soupçons de sorcellerie. Ranfaing affirme plus tard que Poirot l'avait charmée dans une possession démoniaque[réf. nécessaire]. 
Au XXe siècle, la culpabilité de Poirot est mise en doute par Étienne Delcambre et Jean Lhermitte, le médicament du médecin n'ayant pas pu provoquer des convulsions pendant sept années[réf. nécessaire]. Les deux affirmèrent au contraire que Élisabeth de Ranfaing avait simulé sa possession pour s’intégrer à la société religieuse française[réf. nécessaire]. 
Amie d'Alix Le Clerc, religieuse lorraine, Elisabeth de Ranfaing fonde le 1er janvier 1631, l'ordre du Refuge de Nancy pour les femmes qui se remettent d'une vie de prostitution. En 1634, le pape Urbain VIII approuve l'ordre. Élisabeth de Ranfaing décède le 14 janvier 1649 à Nancy.

## Dans la culture populaire
Le livre Trois âges de la nuit de Françoise Mallet-Joris présente un récit fictif de la vie d’Élisabeth de Ranfaing, ainsi que les procès en sorcellerie de deux autres personnalités des XVIe et XVIIe siècles accusées de sorcellerie.